# Ñeembucú
Ñeembucú is een departement van Paraguay. Het heeft een oppervlakte van 12.147 km² en 84.123 inwoners (2012); voor 2016 is de prognose 88.270 inwoners. De hoofdstad is Pilar.

## Bestuurlijke indeling
Het departement is verdeeld in zestien districten.
| Nr. | District                      | Inwoners | Oppervlakte |
| --- | ----------------------------- | -------- | ----------- |
| 1   | Alberdi                       | 9.588    | 222 km²     |
| 2   | Cerrito                       | 5.615    | 682 km²     |
| 3   | Desmochados                   | 1.790    | 285 km²     |
| 4   | General José Eduvigis Díaz    | 4.024    | 291 km²     |
| 5   | Guazú Cuá                     | 2.178    | 1.130 km²   |
| 6   | Humaitá                       | 3.097    | 321 km²     |
| 7   | Isla Umbú                     | 3.013    | 485 km²     |
| 8   | Laureles                      | 3.520    | 800 km²     |
| 9   | Mayor José Martinez           | 4.253    | 181 km²     |
| 10  | Paso de Patria                | 2.102    | 175 km²     |
| 11  | Pilar                         | 32.624   | 430 km²     |
| 12  | San Juan Bautista de Ñeembucú | 5.880    | 1.750 km²   |
| 13  | Tacuaras                      | 3.876    | 1.000 km²   |
| 14  | Villa Franca                  | 1.340    | 1.690 km²   |
| 15  | Villalbín                     | 2.453    | 388 km²     |
| 16  | Villa Oliva                   | 3.771    | 1.612 km²   |

| Detailkaart |
| ----------- |
|             |
| Districten  |